# Einsame Herzen (1950)
Einsame Herzen ist ein US-amerikanischer Kriminalfilm mit Dorothy Patrick und John Eldredge in den Hauptrollen. Der Film noir wurde von Republic Pictures produziert und hatte seine Premiere am 29. August 1950. In Deutschland wurde er am 15. Juli 1990 im Fernsehen ausgestrahlt.

## Handlung
Nachdem sie eine Anzeige des Gapoy Hearts Club gelesen haben, tun sich die beiden Betrüger Wade Antrim und Louise Curtis zusammen. Sie heiraten, geben sich aber als Geschwister aus, um wohlhabende Männer und Frauen auszunehmen. Ihr erstes Opfer ist der gutgläubige Farmer Elmer Jayson, den Louise auf seiner abgelegenen Farm besucht. Als Wade in das Haus schleicht, um Jaysons Geld zu stehlen, wird er von diesem erwischt. Es kommt zu einem Handgemenge. Louise zieht ihre Pistole und erschießt Jayson. Das Paar flüchtet.
Wade und Louise haben den Club Lonely Hearts Friend gegründet, bei dem auf dem Postweg heiratswillige Frauen und Männer vermittelt werden. Bertha Martin aus Carter Springs hat so ihren Ehemann Cal kennengelernt. Nun versucht sie, ihre Mitbewohnerin Nancy Crane dazu zu bewegen, mit Wade Kontakt aufzunehmen. Wade erhält Nancys Brief, die ihn nach Carter Springs einlädt. Wade reist mit Louise, die sich wieder als seine Schwester ausgibt, dorthin und kann Nancy schnell umgarnen. Zur Überraschung von Aaron Hart, Nancys langjährigem Verehrer, verkündet Nancy während einer Party ihre Verlobung mit Wade. Louise wird eifersüchtig, als Wade Nancy küsst, doch der versichert ihr, dass der Kuss zum Plan gehöre.
Louise und Nancy unternehmen einen Ausflug nach Chicago. Dort soll Louise Nancy in einem passenden Moment verlassen, so dass diese alleine in der Großstadt ist. Kurz vor der Abfahrt fängt Louise ein Telegramm von Nancys Sohn Bobby ab, der beruflich in Saudi-Arabien ist und nun zurückkommt. Louise telegrafiert zurück, dass er nicht kommen solle und unterschreibt mit Mutter. Das macht Bobby misstrauisch, der seine Mutter von jeher bei ihrem Namen nennt. Im Zug nach Chicago schwärmt Nancy von Wade, was Louise dermaßen erzürnt, dass sie Nancy aus dem fahrenden Zug schubst.
Einige Zeit später liegt Nancy im Koma in einem Krankenhaus. Niemand kennt ihre Identität. In Carter Springs informiert Laurel Vernon, Bobbys Freundin, Aaron, dass sie die Postkarten, die sie und andere von Nancy erhalten, Fälschungen zu sein scheinen. Aaron sucht Wade auf, der gerade Nancys Besitz veräußert. Er schlägt Aaron nieder und flieht mit dem Auto. Aaron alarmiert Sheriff Polk, der Straßensperren errichten lässt. Wade durchbricht eine der Sperren und rast zum Treffpunkt mit Louise.
Zur gleichen Zeit kommt Bobby zu Hause an. Auch Bertha und Cal erscheinen, die Bobby und Aaron von dem Heiratsclub erzählen. Mit der Hilfe von Lieutenant Carroll können Louise und Wade, der mit richtigem Namen Tony Morrell heißt, als Betrüger entlarvt und in Chicago lokalisiert werden. Polk macht Bobby zum Deputy, der sich nach Chicago aufmacht und Wades Spur aufnimmt. In einer Billardhalle macht er den Betrüger ausfindig, der jedoch fliehen kann. Wade schafft es zum Versteck, in dem Louise auf ihn wartet. Die Polizei umstellt das Haus, das Gaunerpärchen eröffnet das Feuer. Mit Tränengas dringen die Beamten ein und schießen Wade nieder. Die angeschossene Louise ergibt sich. Nancy, mittlerweile aus dem Koma erwacht, akzeptiert Aarons Heiratsantrag. Auch Bobby und Laurel haben Heiratspläne.

## Produktion
Gedreht wurde der Film vom 17. bis Ende April 1950 in den Republic-Studios in Hollywood. John McCarthy Jr. und George Milo waren für das Szenenbild zuständig. In kleinen nicht im Abspann erwähnten Nebenrollen traten John Alvin und Don Dillaway auf.

## Kritiken
„Nach einem authentischen Fall aus den späten 40er Jahren inspirierter Krimi von durchschnittlicher Qualität.“

Der Kritiker des TV Guide sah einen dicht gepackten Film auf B-Film-Level.